# Mariusz Wilk
Mariusz Henryk Wilk (ur. 19 stycznia 1955 we Wrocławiu) – polski dziennikarz, pisarz, eseista i podróżnik.

## Życiorys
Ukończył filologię polską na Uniwersytecie Wrocławskim.
Od 1978 był działaczem opozycji demokratycznej. Współtwórca „podziemnych” pism opozycyjnych: „Biuletyn Dolnośląski”, „Podaj dalej”, „Tematy”. Podczas wydarzeń Sierpnia 1980 był współredaktorem biuletynu strajkowego NSZZ „Solidarność”, wydawanego w Stoczni Gdańskiej. Od 1980 r. mieszkał w Gdańsku, gdzie był redaktorem naczelnym „Solidarności. Pisma Zarządu Regionu” (tu m.in. jego wywiad z Günterem Grassem). Po wprowadzeniu stanu wojennego ukrywał się, pozostając redaktorem pisma, aż do aresztowania w grudniu 1982 r. Po zwolnieniu z aresztu, od 1983 r. pracował w Spółdzielni Pracy Usług Wysokościowych „Gdańsk”. W 1984 r. wspólnie z Maciejem Łopińskim i Zbigniewem Gachem (pseudonim Marcin Moskit) opublikował w Paryżu książkę o czasach podziemnej „Solidarności” pt. Konspira. Rzecz o podziemnej Solidarności (równocześnie ukazało się „podziemne” wydanie książki w Polsce), z wypowiedziami Bogdana Borusewicza, Zbigniewa Bujaka, Władysława Frasyniuka, Aleksandra Halla, Tadeusza Jedynaka, Bogdana Lisa, Eugeniusza Szumiejki. Książka stała się szybko jednym z największych bestsellerów drugiego obiegu, otrzymała Nagrodę „Solidarności” Pracowników Wydawnictw w 1984 roku i miała dwadzieścia wydań, tysiące egzemplarzy wydrukowanych w podziemnych i emigracyjnych wydawnictwach. Aresztowany ponownie w 1986 r., m.in. pod zarzutem rzekomej współpracy z przedstawicielem obcego wywiadu (na co dowodem miało być wydanie na Zachodzie Konspiry). Zwolniony po kilku miesiącach na mocy amnestii. Po strajkach na Wybrzeżu w 1988 r. nie uczestniczył w czynnej działalności politycznej, ponieważ Okrągły Stół okazał się poważnym rozczarowaniem dla pisarza: nie rozumiał on zgody kolegów na podjęcie rozmów z ludźmi, o których sądzili, że mają krew na rękach. Wtedy wyjechał jako korespondent prasowy do Berlina Zachodniego, gdzie pod pseudonimem „Mathilde Weckler” pisał korespondencje dla pisma „Młoda Polska” (1989-1990).
W latach 90. XX w. przebywał za granicą. Gdy jego korespondencja dla „Młodej Polski” napotkała cenzurę, wyjechał do USA, w końcu zaś osiedlił się w Rosji, na Wyspach Sołowieckich. Później przebywał nad jeziorem Onega, następnie znów na Dalekiej Północy. W tym okresie był rosyjskim korespondentem paryskiej „Kultury”, do ostatniego numeru pisma (2000 r.). Otrzymał m.in. Nagrodę Literacką „Kultury” im. Zygmunta Hertza w 1997 r.). Współpracuje obecnie z „Rzeczpospolitą” (dodatek „Plus-Minus”), jego teksty ukazywały się także w „Zeszytach Literackich”, „Gazecie Gdańskiej” i „Przeglądzie Politycznym”. Nominowany do wyróżnienia: Paszporty „Polityki” 2006.
W 2006, Prezydent RP Lech Kaczyński, odznaczył pisarza Krzyżem Oficerskim Orderu Odrodzenia Polski. 4 czerwca 2015 roku Mariusz Wilk został pozbawiony prawa do życia w Rosji na pięć lat. W 2021 otrzymał Krzyż Wolności i Solidarności.
Wydana w 2023 roku Procidana otrzymała Lubuski Wawrzyn Literacki w kategorii proza.

## Język
Pisarz świadomie używa rusycyzmów.

## Twórczość
- Konspira. Rzecz o podziemnej „Solidarności” (Editions „Spotkania” 1984, 1985; Przedświt 1984 [II obieg], do 1990 r. co najmniej 16 wydań w II obiegu wydawniczym, m.in.: BiS, Warszawa 1985, 1986; Skarżyska Oficyna Wydawnicza „Sowa”, Skarżysko-Kamienna, 1985; Kształt, Gdańsk 1985; In Plus, Warszawa 1985; Maraton, Warszawa 1985, 1986; Międzyzakładowa Struktura Solidarności „V”, Warszawa 1985; Nawias, Warszawa 1985; Baza, Warszawa 1986; Wydanie oficjalne: Modem Sp. z o.o. Oficyna Wydawnicza, Polski Dom Wydawnicza Sp. z o.o. 1989, ISBN 83-7043-033-3; tłumaczenia na język rosyjski, czeski, węgierski, angielski i chiński; fragmenty drukowane w 1985 r. w tygodniku „Polityka”, bez wiedzy i zgody autorów; wyd. w j. rosyjskim: Nelegaly, tłum. Natalia Gorbaniewska i L. Szatunow, Overseas Publications Interchange, Londyn 1987, ISBN 0-903868-79-2; wyd. czeskie: Konspira: o podzemni Solidarite tłum. Jan Tesař i Jiří Nemec, Editions Spotkania, Paryż 1987; wyd. amerykańskie: Konspira: solidarity underground, tłum. Jane Cave, posłowie Lawrence Weschler, University of California Press, Berkeley 1990, ISBN 0-520-06131-4)
- Black'n Red (Wydawnictwo Gdańskie 1991, ISBN 83-900121-1-1)
- Wilczy Notes. Zapiski sołowieckie 1996-1998 (Słowo Obraz/Terytoria 1998, ISBN 83-87316-86-5; tłum. francuskie: Le journal d'un loup, tłum. Laurence Dyevre, Les Éditions Noir sur Blanc, 1999, ISBN 2-88250-080-7; wyd. angielskie: The journals of a white sea wolf, tłum. Danusia Stok, fotografie Tomasz Kizny, Harvill, Londyn 2003; teksty drukowane w paryskiej „Kulturze”: Kultura 1995, nr 5, 11, 1996, nr 4, 6, 7/8, 9, 10, 12, 1997, nr 4, 5, 6, 7/8, 10, 12, 1998, nr 4, 6; Nominacja do Nagrody Literackiej „Nike”, maj 1999 r.)
- Wołoka (Wydawnictwo Literackie 2005; ISBN 83-08-03774-7; nominacja do Śląskiego Wawrzynu Literackiego, kwiecień 2006; finał Nagrody Literackiej „Nike”, maj 2006; nominacja do Nagrody Literackiej Gdynia 2006[11])
- Dom nad Oniego (jako część I Dziennika północnego; Oficyna Literacka Noir sur Blanc 2006; ISBN 83-7392-147-8)
- Tropami rena (II część Dziennika północnego; Oficyna Literacka Noir sur Blanc 2007; ISBN 978-83-7392-247-1)
- Lotem gęsi (III część Dziennika północnego; Oficyna Literacka Noir sur Blanc 2012; ISBN 978-83-7392-372-0).
- Dom włóczęgi (IV część Dziennika północnego; Oficyna Literacka Noir sur Blanc 2014; ISBN 978-83-7392-464-2)
- Procidana, (II część Południowego dyptyku; Wydawnictwo Bogusław Mykietów 2023, ISBN 978-83-60218-59-4; II wydanie, Wydawnictwo Bogusław Mykietów 2024,  ISBN 978-83-60218-62-4)
- Przechadzki z cieniem. Śladami Herlinga po Neapolu, (I część Południowego dyptyku; Wydawnictwo Bogusław Mykietów 2024, ISBN 978-83-60218-63-1)

## Opracowania twórczości
- Monika Krajewska: Wilcze tropy. O twórczości Mariusza Wilka. Kraków: Instytut Literatury, 2021. ISBN 978-83-66359-99-4. Brak numerów stron w książce